# Semir Osmanagić
Semir Osmanagić (Zenica, 1. lipnja 1960.),  poznat i kao Sam Osmanagich, bosanskohercegovački je pseudoznanstvenik, poduzetnik i utemeljitelj zaklade Arheološki park: Bosanska piramida Sunca u kontekstu koje djeluje od 2005. godine u suradnji s raznim međunarodnim znanstvenicima i istraživačima kako bi dokazao da su piramidalni brežuljci u Visokom u Bosni i Hercegovini zapravo kompleks drevnih piramidalnih struktura. Autor je 16 knjiga prevedenih na 17 jezika. Poznat je po kampanji iskapanja geoarheoloških ostataka kamenih blokova i promicanju psuedoznanstvenoj tvrdnji o postojanju piramida u okolici Visokog u Bosni i Hercegovini. Živi i radi u Houstonu u SAD-u.

## Životopis
Većina podataka koji se mogu pronaći o Semiru Osmanagiću nalaze se na njegovim osobnim web stranicama ili na web stranicama udruga u kojima djeluje. Prema tim informacijama, Osmanagić je završio osnovnu i srednju školu u Sarajevu, gdje je stekao i visokoškolsko obrazovanje. Studirao je paralelno na dva fakulteta Sveučilišta u Sarajevu: Fakultetu političkih znanosti i Ekonomskom fakultetu na kojima je i diplomirao, a magistrirao je međunarodnu ekonomiju na Ekonomskom fakultetu. Doktorirao je na Fakultetu političkih znanosti 2009. godine na temu „Civilizacija Maja“. Disertacija je plod petogodišnjeg istraživanja civilizacije Maja u Hondurasu, Meksiku, Salvadoru, Belizeu i Gvatemali. Nema formalno obrazovanje na polju arheologije ili povijesti.
Nadalje, prema istim izvorima, sredinom 1980-ih radio je u korporaciji UNIS gdje je radio kao znanstveni radnik u UNIS-ovom Institutu za strateško planiranje. Nakon preseljenja u Houston 1992. godine radio je za tvrtku Houston Protectors, Inc. kao generalni menadžer, a vlastitu tvrtku Met Company, Inc. osnovao je 1995. godine. Ravnatelj je Centra za arheologiju na "Američkom Sveučilištu u BIH".
Od 2009. godine član je Aleksandrijskog arheološkog društva i dopisni član Ruske akademije prirodnih znanosti. ↓1
Tvrdnje o bosanskim piramidama,  Osmanagić je izložio 2005. godine, pretpostavljajući kako su brdo Visočica i još dva obližnja brda u okolici Visokog u Bosni i Hercegovini zapravo piramide izgrađene ljudskom rukom prije 12 000 godina. Iste godine Osmanagić je osnovao zakladu Arheološki park: Bosanska piramida Sunca čiji je prvi projekt "iskopavanje, obnavljanje i trajna zaštita piramidalnog kompleksa u Visočkoj dolini". Jedan od ciljeva projekta bio je dovršetak iskopavanja do 2012. godine, kako bi se, prema Osmanagiću, "razbio oblak negativne energije, kako bi Zemlja mogla primiti kozmičku energiju iz središta galaktike".

### Priznanje Kongresa Sjedinjenih Američkih Država
Članica Kongresa Sjedinjenih Američkih Država, Sheila Lee Jackson, uručila je u Houstonu 24. svibnja 2013. Dr. Semiru Osmanagiću priznanje američkog Kongresa za njegov „nesebičan rad i podršku kulturnoj i ekonomskoj neovvisnosti američkih useljenika“ te “neumorno zalaganje u izgradnji lokalne zajednice u Houstonu i pomoći useljenicima u Ameriku”.
„Alijansa za multikulturne društvene usluge“(Alliance for Multicultural Community Services), je iste večeri uručila Semiru Osmanagiću srebrni tanjur proglašavajući ga dobitnikom priznanja „Zvijezde među nama“ (Stars Among Us) za njegovu dugogodišnju predanu pomoć izbjeglicama, imigrantima i osobama s nižim prihodima.
U obrazloženju je istaknuta i njegova uloga u otkrivanju prvih europskih piramida 2005. te kulturna i turistička promocija njegove rodne BiH u svijetu

## Istraživački rad
Semir Osmanagić 2005. tvrdi da je otkrio drevni piramidalni kompleks u Visokom. koji se sastoji od pet kolosalnih kamenih građevina u obliku piramida (piramida Sunca, piramida Mjeseca, piramida Zmaja, piramida Ljubavi i Hram Zemlje), prateće mreže predpovijesnih podzemnih tunela te lokaliteta u selu Gornja Vratnica.
Sve drevne građevine u Bosanskoj dolini piramida su, slično piramidama u Centralnoj Americi i Kini, prekrivene nanosima zemlje i vegetacijom.
Semir Osmanagić je generalni upravitelj Projekta istraživanja Bosanske doline piramida, multidisciplinarnog znanstvenog projekta, koji uključuje arheološke opservacije, niz geoloških, geomehaničkih, geofizičkih, geohemijskih i drugih analiza. U Projektu sudjeluje velik broj stručnjaka i savjetnika te projekt okuplja mnoštvo volontera iz cijelog svijeta. Istraživanje financijski i organizacijski podržavaju Općina Visoko, Zenički kanton, Vlada FBiH te određeni broj znanstvenih i obrazovnih institucija kao i  privrednih subjekata. Znatna podrška projektu ostvarena je i putem donacija.

### Zaklada „Arheološki park: Bosanska piramida Sunca“
Zaklada „Arheološki park: Bosanska piramida Sunca“ osnovana je 2005. kao nevladina, nepolitička i neprofitna organizacija, radi provođenja ciljeva istraživanja piramidalnog kompleksa u okolini Visokog te predpovjesnog i povijesnog kulturnog nasljeđa na tlu BiH. Zaklada je otvorena za sve zainteresirane stručnjake, predstavnike službene znanosti i alternativne istraživače koje poziva da se se uključe u projekt istraživanja piramida otkrivenih u Visokom.  

### Centar za promociju arheološkog turizma u Sarajevu
Zaklada „Arheološki park: Bosanska piramida Sunca“ otvorila je u ožujku 2014. Centar za promociju arheološkog turizma u srcu Sarajeva na Baščaršiji, gdje je ujedno i sjedište Zaklade. Centar je na tri etaže s turističko-promotivnim, komercijalnim i galerijsko-izložbenim sadržajima. Koncipiran je kao turističko-informativni punkt koji promovira piramide u Visokom, kamene kugle u Zavidovićima i megalitni grad Daorson kod Stoca.

## Rezultati istraživanja
Među dosadašnjim brojnim rezultatima koji potvrđuju postojanje piramida utvrđena je pravilna geometrija piramida, orijentacija stranica piramida prema stranama svijeta, postojanje unutrašnjih prolaza (otkopanih i neotkopanih) na georadarskim snimcima. Analiza pravokutnih blokova koji prekrivaju piramide provedena je u šest instituta za materijale, koji su potvrdili da je riječ o iznimno čvrstom drevnom betonu, kvalitete koja nadmašuje današnji beton.
Arheoastronomske analize dokazale su primjenu sakralne geometrije u rasporedu piramida i njihovom međusobnom odnosu.
Neovisni timovi fizičara i elektroinženjera iz Hrvatske, Italije, Finske i Srbije potvrdili su da je na vrhu piramide Sunca i u predpovjesnom podzemnom labirintu prisutno pet energetskih fenomena: elektromagnetska zračenja, ultrazvuk, infrazvuk, magnetska i elektro polja. Po prvi put je dokazano ono što su mnogi teoretski pretpostavljali: da su piramide amplifikatori („pojačivači“) i generatori nekoliko vrsta energije.

## Kritike
Iskopavanja na lokalitetu srednjovjekovnog grada Visokog izazvala su negativne reakcije kako u zemlji, tako i u inozemstvu.
Osmanagić je 2009. godine obranio doktorsku disertaciju na Sveučilištu u Sarajevu, što je izazvalo nove kritike. Prema Osmanagiću, doktorat je "plod petogodišnjeg istraživanja civilizacije Maja u Hondurasu, Meksiku, Salvadoru, Belizeu i Gvatemali", a u radu ističe kako "iskustva civilizacije Maja mogu ponuditi korisne modele razvoja Zapadnoj civilizaciji prije svega u pogledu balansiranog života na Planetu".
Na kritike arheologa Zilke Kujundžić-Vejzagić iz Zemaljskog muzeja i Envera Imamovića s Filozofskog fakulteta u Sarajevu Osmanagić je odgovorio da "...vrve od podmetanja, netočnosti i nekorektnosti, a bez ikakve znanstvene argumentacije". Kritičare naziva i kabinetskim "antipiramidašima" te smatra kako će "jednog dana većina naših ljudi shvatiti kako funkcioniraju elite koji u svojim rukama imaju medije, korporacije, politiku. Oni žele kontrolirati velikim otkrićima..." i da kritike "dolaze s različitih nivoa: lokalnog i sarajevskog do regionalnog i globalnog"